# Никольское-Вяземское
Никольское-Вяземское — фамильное имение Толстых, принадлежавшее предкам писателя по отцовской линии. Расположенно в одноимённом селе Чернского района Тульской области и является филиалом музея в Ясной Поляне.

## История

### Этимология
История усадьбы начинается в XVII веке, когда в церковно-приходских документах появляется упоминание о селе Брадинское при впадении реки Роски в реку Чернь в 100 верстах от Тулы. По местному преданию, оно происходило от слова «брод», потому что самый древний храм в приходе находился в 4 верстах от настоящего храма, неподалёку от того места, где реку Чернь переходили и переезжали в брод.
С 1830 года к названию Брадинское, как видно из церковных документов, стало прибавляться слово Никольское. По народному преданию в реке Черни, в том месте, где переезжают её в брод, найдена икона Святителя Николая, воспринятая верующими как чудотворная. Эта икона и дала новое название приходу, а затем и селу, которое однако называется на старый манер Николо-Вяземское, а усадьба — уже на новый — Никольское-Вяземское. Приставка Вяземское происходит от имени первого владельца села князя и кашинского воеводы Фёдора Михайловича Вяземского, владевшего им в XVII веке.

### Первые владельцы из семьи Толстых
С 1747 года Никольское стало принадлежать прадеду Льва Толстого — князю Николаю Ивановичу Горчакову, секунд-майору в отставке. Среди дворян Чернского уезда он слыл хлебосолом и пользовался их большим доверием, благодаря чему стал первым предводителем дворянства. В 1797 году, после замужества его старшей дочери Пелагеи с казанским губернатором Ильёй Андреевичем Толстым, оно перешло в качестве приданного в собственность молодожёнов.
Дед мой, Илья Андреевич был … человек ограниченный, очень мягкий, весёлый и не только щедрый, но бестолково-мотовитый, а главное доверчивый. В имении его … шло долго не перестающее пиршество, театры, балы, обеды, катания …
— Из воспоминаний Льва Толстого
Всё это привело к тому, что часть имений была продана, остальные, в том числе и Никольское-Вяземское, заложены. После этого Илья Толстой, использовав свои связи, получил место губернатора в Казани и в тульском имении больше не появлялся. В 1820 году после смерти Ильи Толстого усадьба Никольское-Вяземское перешла за долги в Московский опекунский совет, но в 1824 году была выкуплена Николаем Ильичем Толстым. В том же году в селе сгорела старая деревянная церковь, и прихожане последующие двенадцать лет вынуждены были ходить в праздничные и воскресные дни на богослужения в храм соседнего села Бобрик. В 1836 году, в исполнении обета вернуться живым домой с Отечественной войны 1812 года, Илья Толстой построил в имении новую кирпичную церковь Успения Богородицы. В последующие годы Толстой наладил в усадьбе все хозяйственные дела, добившись его процветания.
После смерти родителей несколько лет имениями Толстых управляли опекуны. В 1847 году произошёл раздел земель между детьми Толстого, и имение Никольское-Вяземское с деревней Плотицино с 317 крепостными и 1000 гектаров земли достались старшему брату Льва Толстого Николаю Николаевичу. Выйдя в отставку в 1858 году после военной службы, он поселился в усадьбе, где жил в небольшом деревянном флигеле и любил гулять по местному парку. Управление имением Толстой возложил на бурмистра Петра Евстратьевича Воробьёва, под руководством которого велись все хозяйственные дела. Гостями в усадьбе в разные годы были Иван Тургенев, с которым Толстой езид на охоту, и Афанасий Фет, имение которого находилось в семи километрах от Никольского. Усадьба Никольское и её окрестности угадываются в незаконченной повести Николая Толстого «Пластун» и рассказах «Весенние поля» и «Заяц», опубликованных уже после его смерти.
Ясно было, что Николай Николаевич, то проживавший в Москве, то у двух братьев и любимой сестры, то у нас, или на охоте, смотрел на Никольский флигель не как на постоянное, оседлое жилище, требующее известной поддержки, а как на временную походную квартиру, в которой пользуются чем можно, не жертвуя ничем на благоустройство
— Афанасий Фет
- Николай Иванович Горчаков (1725—1811)
- Илья Андреевич Толстой (1757—1820)
- Николай Ильич Толстой (1794—1837)
- Николай Толстой (1823—1860, справа) и Лев Толстой

### Усадьба при Льве Толстом
В 1860 году после кончины Николая Николаевича Толстого владельцем усадьбы стал Лев Толстой. Земли в имении было 1300 гектар, треть из которых составлял лиственный лес. Усадебный дом, в котором когда-то жил князь Горчаков и дед писателя Илья Толстой, развалился от ветхости. Вместо дома был небольшой флигель, крытой соломой, где ранее жил брат Толстого Николай Николаевич. Писатель стал активно участвовать в ведении хозяйства: разбил сад и поддерживал его в хорошем состоянии, разводил крупный рогатый скот, крымских и русских курдючных овец и пчёл.
В 1861 году, ввиду исключительной бедности крестьян имения, Толстой предоставил им большой луг за рекой Чернь, доставшийся ему при разверстывании помещичьей и крестьянской земли и примыкавший к крестьянскому наделу. В 1861 году, в то время когда писатель жил в Никольском, произошла его ссора с Иваном Тургеневым, после которой Толстой вызвал его на дуэль. Богословский погост, близ которого он предлагал Тургеневу стреляться, находился на полдороге между Никольским и Спасским-Лутовиново.
9 июля 1862 года в усадьбе Никольское по распоряжению властей был произведён обыск, причиной которому стал ложный донос за антиправительственную деятельность Толстого. По поводу происшедшего Лев Николаевич писал своей родственнице Александре Толстой:
Я вам писал из Москвы; я знал всё только по письму; теперь, чем дольше я в Ясной, тем больней и больней становится мне нанесённое оскорбление и невыносимее становится вся испорченная жизнь... Мало этого, они поехали в другую мою Чернскую деревню; почитали бумаги покойного брата, которые я, как святыню, беру в руки, и уехали, совершенно успокоив нас, что подозрительного ничего не нашли, и прочитав всем поученья и потребовав себе обедать.
23 сентября 1862 года Лев Николаевич женился на Софьи Андреевне Берс, и в ноябре того же года впервые привёз уже беременную супругу в Никольское-Вяземское. Они обосновались в небольшом флигеле, в котором прежде жил его брат. В своих мемуарах Софья Андреевна вспоминала, как торжественно и учтиво приветствовал гостей управляющий старого типа Пётр Евстратьевич Воробьёв, и какой прелестный вид на реку, лес, поля и деревни открывался из окон дома. Несмотря на то, что в свой первый визит в Никольское ей там было неудобно, холодно, а еда была ужасная, грязно и неумело приготовлена лакеем Толстого Алексеем Ляхиным, она была довольна счастлива в этой поездке.
В 1863 году Никольское собирались описать и продать за долги умершего в 1856 году брата Толстого Дмитрия Николаевича майору Фёдору Николаевичу Дохтурову. Не желая допустить продажи имения, Толстой начал хлопоты об отмене постановления Тульского губернского правления, указав в прошении, что имение приносит в год более трёх тысяч рублей дохода (что больше долга) и, следовательно, описанию для продажи не подлежит. В итоге долг брата был погашен и имение осталось у Толстых.
В конце 1863 года новым управляющим в имении стал Иван Иванович Орлов, бывший ранее учителем в одной из толстовских школ в Крапивинском уезде, пробывший в этой должности до 1890 года. Несмотря на то, что ранее хозяйственными делами он не занимался, управление в Никольском первые годы он вёл хорошо и приносил приличный доход. Иван Иванович сажал много картофеля, который потом успешно продавал на винокурню, а также выращивал свёклу для ближайшего сахарного завода. Сергей Толстой в своих мемуарах рассказывал, что Орлов был лицом похож на дореформенного подьячего и имел привычку почти к каждому слову добавлять букву «с» (сокращённое «сударь»). С крестьянами он был строг, но справедлив, за что они его и уважали, а рассердившись, мог схватить человека двумя пальцами за нос и, крепко сжимая, водить его из стороны в сторону. В хозяйских делах у Орлова были оригинальные приёмы: он ничего не страховал, считая это убыточным, а хозяйские постройки возвёл далеко друг от друга, чтобы в случае пожара огонь не смог распространиться на всё. Итогом этому стало воровство из дальних построек и большие траты на сторожей. Желая сэкономить на навозе, он разбрасывал в поле вместо неё солому, но местные крестьяне этим пользовались и ночью увозили её к себе. Иван Иванович предлагал Толстому построить в Никольском крахмальный завод, что по его оценкам приносила бы хороший доход, но писатель, побоявшись рисков, отказался от этой идеи. С годами Орлов стал выпивать и постепенно запустил дела.
В начале августа 1864 года Толстой приехал в Никольское, где планировал пробыть несколько дней: заняться хозяйством, съездить к знакомым, поохотиться на мелкую дичь. В селе он узнал о трагедии, которая поразила писателя и легла в основу его рассказа под названием «Вредный воздух». 10 августа он написал письмо супруге Софье Андреевне в Ясную Поляну:
Я вчера приехал в Никольское в 8. Страшный там случай, поразивший меня ужасно. Баба скотница упустила бадью в колодец, на конном дворе. Колодец всего 12 аршин. Села на палку и велела себя опустить мужику. Мужик-староста, пчеловод, единственный мне знакомый и милый в Никольском. Баба слезла вниз и упала с палки. Мужик-староста велел себя опустить, долез до половины, упал с палки вниз. Побежали за народом, вытащили через полчаса, оба мёртвые. В колодце было всего три четверти воды. Вчера хоронили.
С 26 июня по 12 октября 1865 года Толстой жил в Никольском со всей семьёй. Они часто выезжали к родственникам и соседям в ближние имения, а у них самих гостил Афанасий Фет с женой.
Во время пребывания Толстого в имении его главным занятием было литературное творчество: здесь он работал над повестью «Казаки» и романом «Война и мир». Картины местной природы писатель использовал в ряде своих произведений. Так прототипом имения Отрадное Ростовых в романе «Война и мир» стало как раз Никольское-Вяземское, а романе «Воскресение» в описании деревни Паново узнаются окрестности усадьбы и деревни. Описание Никольского-Вяземского, Сцены из жизни жителей Никольского-Вяземского также нашли отражение в неоконченной повести «Труждающиеся и обременённые», повести «Идиллия», рассказе «Вредный воздух».
В 1869 году было начато строительство колокольни усадебной Успенской церкви и тёплого придела во имя Николая Чудотворца, но за недостатком средств работы были завершены только к 1884 году. Строительство велось на средства церковного старосты, гвардии подпоручика Николая Волкова и прихожан.
В усадьбе часто бывал и жил живописец Николай Васильевич Орлов, которого Толстой называл своим любимым художником. Там он писал портреты и делал зарисовки местных крестьян, а также сделал несколько эскизов будущих картин с видами села и его окрестностей.
Лев Николаевич посещал свою вторую усадьбу каждый год, иногда и по несколько раз, занимался хозяйством, ездил к знакомым, охотился на мелкую дичь. Он уделял большое внимание обучению местных крестьянских детей грамоте, а одна из усадебных построек в имении была отдана под школу. Толстой также вёл работу в качестве члена училищного совета Крапивенского и Чернского уездов. Сергей Львович, сын писателя, вспоминал в мемуарах о своей поездке в мае 1872 года с отцом в Никольское:
По молодости лет я тогда не обратил внимания на бедность никольских крестьян: мне бросались в глаза лишь старинные домотканые яркие наряды баб, их понёвы, шитые рубашки, кички и пушки в ушах вместо серёг. Отец ездил по всему имению, особенно внимательно проверял, целы ли леса, и в общем, кажется, остался доволен управляющим Иваном Ивановичем Орловым.
От усадебного дома к реке Чернь через фруктовый сад, посаженный писателем, вела тропинка к купальне у поворота реки, где Толстой любил купаться. За поворот реки начинался изрезанный оврагами Лядовский лес, состоящий из дубов, лип и берёз. Ниже по течению реки Чернь рядом с горой Львом Николаевичем была посажена большая берёзовая роща, сохранившаяся до наших дней. По соседству с Лядовским расположен Каменный лес, на краю которого старинный возвышается дуб. Многие считают, что именно он описан в раздумьях Андрея Болконского в романе Войне и мир.

### Усадьба при Сергее Толстом
С середины 1892 года Никольское-Вяземское по раздельному акту между детьми Толстого перешло во владение к старшему сыну писателя — Сергею Львовичу. Он перевёз из Александровского хутора деревянный дом на высоком фундаменте, который в дальнейшем был увеличен деревянной пристройкой с мезонином. Сергей Львович Толстой вспоминал:
С детства Никольское производило на меня сильное впечатление: густые лиственные леса, глубокие овраги, холмистые поля, вековые тополя и величественная сосна в яблоневом саду; речка Чернь, убегающая в даль и сверкающая между деревьями, постоянно шумящая водяная мельница, широкие виды на речку, лесные склоны, поля, дальние сёла и церкви, большие камни на самом высоком месте имения — всё это мне было ново и казалось необыкновенно красиво, да и на самом деле было красиво.
С конца апреля 1898 года Толстой длительное время жил у сына Ильи Львовича в соседней деревне Гриневке. Из-за сильнейшей засухи местные крестьяне голодали, писатель вместе с сыном устраивали в деревнях, в том числе в Никольском, общественные столовые.
В последний раз Лев Толстой приехал в Никольское-Вяземское 28 июня 1910 года на день рождения сына Сергея Львовича в сопровождении супруги и домашнего врача Душана Петровича Маковицкого. В эту поездку писатель много гулял по селу и окрестностям, общался с жителями, встретился со старым дьячком.
В 4.30 выехали на станцию: Лев Николаевич, Софья Андреевна и я на бричке в дышлах парой. Проезжая мимо домиков деревни Никольское, Лев Николаевич сказал что-то сочувственное про Никольских крестьян и спросил меня: «Помните: «Край родной, край долготерпенья?..»». И слёзы выступили у него на глазах, дальше не мог говорить.
— Душан Маковецкий, «Яснополянские записки»

### Советский период
В своём имении Сергей Толстой прожил до лета 1918 года, до тех пор пока усадебный дом не был разграблен и сожжён крестьянами. 11 сентября 1932 года Мособлсовет вынес решение о закрытии Успенской церкви, колокольню которой в последующие годы разобрали на кирпич. Усадьбный парк и церковь значительно пострадали в годы Великой Отечественной войны, когда у тульско-орловской границы велись ожесточённые бои.
В августе 1983 года земли бывшего имения Никольское-Вяземское были переданы на баланс Тульского машиностроительного завода для обустройства подсобного хозяйства. В 1980-е годы под руководством директора завода Вадима Сергеевича Усова была проведена большая работа по восстановлению и музеефикации родового имения Толстых. Воссозданы по старым фотографиям главный усадебный дом на основе подлинного фундамента, купальня на берегу реки Чернь и толстовский теннисный корт, расчищены основные аллеи парка, проведена частичная реставрация усадебной церкви Успения Пресвятой Богородицы в стиле классицизма, восстановлена колокольня храма. Торжественное открытие дома-музея состоялось 6 сентября 1986 года. В 1988 году при въезде в усадьбу установлен памятник Льву Толстому, работы корреспондента Академии художеств Юрия Чернова. Все деньги на ремонтные работы находились из внебюджетных фондов завода и из частных инвестиций.

## Современность
В 2000 году Никольское-Вяземское было передано музею-усадьбе Л. Н. Толстого «Ясная Поляна» в качестве филиала. В настоящее время территория усадьбы занимает площадь около 16 гектаров, на которой находятся бревенчатый усадебный дом с мезонином, в котором размещается музей, липовая и кленово-ясеневая аллеи, ведущие к реке Чернь, в посадке которых принимал участие Толстой, и Успенская церковь. У въезда в усадьбу установлена беседка и мемориальный знак в виде раскрытой книги, на страницах которой изображён барельеф Льва Толстого и его цитата:
Я знаю, как думает народ, и знаю, как говорить с ним. Оттого, что я и любовью, и трудом приобрёл это знание.
Основная музейная экспозиция размещена в усадебном доме. Здесь представлены фотографии и документы, рассказывающие о жизни обитателей имения, включающая подлинные предметы, принадлежавшие семье Толстых, родовое древо, выполненное на стенде из стекла, предметы меблировки, диорама окрестностей, музыкальные инструменты, старинные часы с боем, книги, картины и портреты. Помещение музея поделено на тематические зоны, каждая из которых рассказывает свою историю семьи Толстых.
В 2015 году был выполнен капитальный ремонт помещений на территории усадьбы, в результате которого в деревянные здания, имитирующие хозяйственные постройки XIX века, были установлены пластиковые окна.
В августе 2022 года в имении состоялся историко-литературный фестиваль «Война и Мир», направленный на сохранение и популяризацию исторической памяти о жизни и творчестве Льва Толстого, Ивана Тургенева и Афанасия Фета, а также развитие современного литературного творчества. На поле в Никольском была проведена реконструкция сражения Отечественной войны 1812 года — бой за посёлок Бешенковичи.
- Монумент с цитатами Толстого на въезде в усадьбу
- Дуб Андрея Болконского
- Интерьер усадебного дома
- Успенская церковь

## Скандалы
В 2011 году заведующий музеем-усадьбой Никольское-Вяземское Юрий Савинов был признан виновным в совершении 17 эпизодов мошенничества с использованием служебного положения. С 2006 по 2009 год, оформляя поддельные документы, он похищал средства музея, фальсифицируя договоры на оказание услуг, доверенности на получение платы за выполненные работы и т. д. В результате музей-усадьба Л. Н. Толстого «Ясная Поляна» понёс ущерб в размере 722 тысяч рублей. Щёкинский районный суд оштрафовал его на 467 тысяч рублей.